# میونوو
میونوو (به لاتین: Mionów) یک روستا در لهستان است که در گمینا گووگووک واقع شده‌است.